# Gertrúd Ladányi
Gertrúd Ladányi (* 3. Mai 1949 in Esztergom) ist eine ungarische Badmintonspielerin.

## Karriere
Gertrúd Ladányi wurde 1971 erstmals ungarische Meisterin, wobei sie im Damendoppel mit Erzsébet Wolf erfolgreich war. Ein Jahr später verteidigten beide diesen Titel. 1975 belegte Ladányi Platz zwei im Damendoppel bei den Austrian International.

## Sportliche Erfolge
| Saison | Veranstaltung                 | Disziplin   | Platz | Name                            |
| ------ | ----------------------------- | ----------- | ----- | ------------------------------- |
| 1971   | Ungarn: Einzelmeisterschaften | Damendoppel | 1     | Gertrúd Ladányi / Erzsébet Wolf |
| 1972   | Ungarn: Einzelmeisterschaften | Damendoppel | 1     | Gertrúd Ladányi / Erzsébet Wolf |
| 1972   | Austrian International        | Damendoppel | 2     | Gertrúd Ladányi / Éva Cserni    |